# Колосов, Геннадий Фёдорович
Геннадий Фёдорович Колосов (30 сентября 1956, Москва, СССР) — советский и российский футболист, вратарь, тренер.

## Биография
Воспитанник московской ФШМ. В 1975 году был в составе ЦСКА, но матчей не играл. 1976 год провёл в команде второй лиги «Атлантика» Севастополь. в 25 матчах пропустил 37 мячей. В следующем году сыграл за команду два матча и перешёл в другую крымскую команду — симферопольскую «Таврию» из первой лиги. Во второй половине августа провёл два матча — в гостевой игре против «Пахтакора» (2:0) вышел на замену на 89-й минуте, в домашней игре против «Торпедо» Кутаиси (3:2) вышел на 83-й минуте и пропустил гол. В 1978 году сыграл один матч — 2 мая дома против «Нистру» (4:1) вышел на 86-й минуте. В 1979—1980 и 1981—1986 годах выступал за «Терек» Грозный. В 1980—1981 годах — в составе «Локомотива» Москва. В чемпионате 1980 года провёл две домашние игры — 20 октября в матче против «Нефтчи» (3:1) вышел на замену на 89-й минуте, 22 ноября против «Шахтёра» (1:1) отыграл весь матч. В феврале — марте 1981 в пяти матчах Кубка СССР пропустил шесть голов, дважды сыграл «на ноль». 1987 год провёл в костромском «Спартаке», в следующих трёх сезонах не выступал. В 1991—1992 годах сыграл 27 матчей за «Торгмаш» Люберцы, в 1992—1995 годах работал в команде тренером.
Тренировал юношескую команду московского «Локомотива» 1992 года рождения, с которой в 2006 году выиграл крупный международный турнир Dana Cup в Дании. Работал с командой 1995 года рождения. В 2009—2011 годах — главный тренер команды 1995 года рождения «Чертаново». В 2018 году — тренер команды 2006 года рождения ФК «Росич».